# Gravipalpus callosus
Gravipalpus callosus là một loài nhện trong họ Linyphiidae. Loài này được phát hiện ở Brasil.